# Desa Sukomangli (administrativ by i Indonesien, lat -7,05, long 109,91)
Desa Sukomangli är en administrativ by i Indonesien.   Den ligger i provinsen Jawa Tengah, i den västra delen av landet, 400 km öster om huvudstaden Jakarta.